# Корнев, Константин Сергеевич
Константин Сергеевич Корнев (3 июня 1912, с. Плещеево, Ярославский уезд, Ярославская губерния, Российская империя — 1999, Москва, Российская Федерация) — советский государственный деятель, министр мелиорации и водного хозяйства РСФСР (1965—1982).

## Биография
Родился в бедной крестьянской семье. Трудовой путь начал в марте 1930 года в колхозе «Новый путь» Гаврило-Ямского района Ярославского округа. В 1935 г. окончил Московский институт инженеров водного хозяйства. Член ВКП(б) с 1939 года.
- 1935—1940 — старший техник, инженер, начальник отдела эксплуатации, главный инженер Голодностепской опытной станции.
- В 1940 году назначен заместителем наркома водного хозяйства Казахской ССР.
- В 1951 году назначен заместителем министра совхозов СССР.
- В 1950-х — старший советник министра водного хозяйства КНР.
- До 1961 года был начальником отдела водных ресурсов Госплана СССР.
- 20 апреля 1961—15 октября 1965 — председатель Государственного комитета Совета Министров РСФСР по водному хозяйству (с 09 декабря 1963 Государственного производственного комитета РСФСР по орошаемому земледелию и водному хозяйству).
- 1965—1982 гг. — министр мелиорации и водного хозяйства РСФСР. Под его руководством был разработан проект использования водных систем Финляндии, Монголии и других стран.

С сентября 1982 года на пенсии. Умер в 1999 году в Москве.

## Награды
- Заслуженный мелиоратор РСФСР (1972)[1];
- Орден Октябрьской Революции;
- три ордена Трудового Красного Знамени;
- орден «Знак Почёта»;
- медали СССР, МНР и НРБ.

## Память
- На фасаде Великосельской школы, в которой он учился с 1924 по 1929 год, в его честь установлена мемориальная плита[2].